# Nguyễn Hồng Giáp
Nguyễn Hồng Giáp (sinh ngày 21 tháng 9 năm 1934) là một nhà giáo, nhà nghiên cứu Việt Nam.

## Tiểu sử
Ông sinh ngày 21 tháng 9 năm 1934 tại xã Nam Thành, huyện Yên Thành, tỉnh Nghệ An, trong một gia đình trung nông theo đạo Công giáo; thân sinh Nguyễn Đình Long (1906-1976) là hậu duệ thuộc Đại Chi 2, đời thứ 17 của Thái sư Cương Quốc công Nguyễn Đình Xí (hay Nguyễn Xí).
Ông học tiểu học, trung học tại Vinh - Bến Thủy, Nha Trang và Thủ Đức Sài Gòn (1948-1960). Du học tại Pháp (1960-1973), ông đỗ Tiến sĩ Sử học, Thạc sĩ Kinh tế tại Đại học Sorbonne, Paris (Luận án Tiến sĩ «Tình trạng nhà nông Việt Nam thời Pháp thuộc thể hiện qua tục ngữ ca dao và dân ca»). Tham gia Hội Việt kiều yêu nước tại Pháp, về nước năm 1973, ông làm giáo sư Sử học, phó khoa trưởng Đại học Văn khoa (Quyền Khoa trưởng là Giáo sư Nguyễn Khắc Dương) tại Đại học Đà Lạt, lúc bây giờ còn mang tên là Viện Đại học Đà Lạt.
Sau khi Việt Nam thống nhất (1975), ông thuộc số giáo sư ít ỏi không di tản ra nước ngoài và tiếp tục ở lại trường, mặc dù trong vòng 10 năm, ông ít được đứng lớp giảng dạy. Ông vẫn kiên trì với công việc, tham gia bảo dưỡng cho trường.
Đinh Thị Như Thúy viết về thời đó: "Thầy Nguyễn Hông Giáp đã rời đại học Sorbonne để về quê hương, có một thời gian ông không được giảng dạy. Ông mở quán cháo bán cho sinh viên. Cháo lòng heo ăn kèm bánh tráng nướng. Và khoai lang Đà Lạt ruột đỏ au dẻo quẹo chấm muối ớt. Những bát cháo ở quán La Si Mi Fa đã trở thành nỗi ám ảnh trong tâm trí tôi, cũng như hình ảnh vị giáo sư đáng kính vẫn đi trên con đường từ ngả năm Phù Đổng Thiên Vương về ký túc. Ông mỉm cười chào, một tay ông xách chiếc xô thiếc, tay kia là cặp que ông dùng để gắp những tảng phân ngựa. Ông đi nhặt phân về bón cho cỏ hoa và cafe trong vườn nhà... ".
Ông quan tâm nghiên cứu sinh hoạt của các dân tộc Tây Nguyên (« Nhà rông các dân tộc Bắc Tây Nguyên », viết cùng Nguyễn Khắc Tụng).
Trong giai đoạn 1990-2012, ông vừa trở lại với công tác giảng dạy, vừa chuyển thêm qua công tác quản lý kinh doanh, làm Giám đốc Ngân hàng Đông Phương Bảo Lộc (1990), Hiệu trưởng trường Kinh doanh Trí Dũng, Thành phố Hồ Chí Minh (1993), Giảng viên kinh tế học trường Đại học Văn Lang, TP Hồ Chí Minh (1995), Trưởng khoa Cao đẳng trường Đại học Kỹ thuật Công nghệ, TP Hồ Chí Minh (1998), Trưởng phòng Đào tạo, kiêm Trưởng khoa Quản trị và Du lịch trường Đại học Cửu Long, Vĩnh Long (2000), Trợ lý Hiệu trưởng trường Đại học Hồng Bàng, TP Hồ Chí Minh (2003). Ông sáng lập và làm Giám đốc Trung tâm Nghiên cứu và Phát triển Du lịch TP Hồ Chí Minh (2005) rồi sáng lập và làm Chủ tịch Hội đồng quản trị kiêm Hiệu trưởng trường Kinh tế và Du lịch Tân Thanh tại TP Hô Chí Minh (2007-2012).

## Tác phẩm
- Làng xã Việt Nam, Nhà xuất bản Viện Đại học Đà Lạt, 1974.
- Nhà Rông các dân tộc Bắc Tây nguyên, Nhà xuất bản Khoa học Xã hội, Hà Nội, 1991.
- Kinh tế học vi mô, Nhà xuất bản Thống kê, TP Hồ Chí Minh, 1995, tái bản 2002.
- Chiến lược kinh doanh, giáo trình Đại học Kỹ thuật Công nghệ, TP Hồ Chí Minh.
- Kinh tế Du lịch, Nhà xuất bản Tuổi Trẻ, TP Hồ Chí Minh, 2002.
- Quản trị nguồn nhân lực, giáo trình trường Tân Thanh, 2007.

## Gia đình
Bảy người con của ông:
- Nguyễn Thái Đông (aka Marc-Antoine Nguyen), sinh năm 1963 tại Paris (Pháp), dich giả (cộng tác viên Thời báo Kinh tế Sài Gòn và công ty phát hành phim FAFILM) và chuyên gia cờ tướng[7] (tác giả « Xiangqi: L'univers des échecs chinois »[8]).
- Nguyễn Thái San, Diễn viên Điện ảnh, Thạc sĩ Du lịch.
- Nguyễn Kiều Lan, sinh năm 1966 tại Antony (Pháp), Bác sĩ Y khoa.
- Nguyễn Kiều Tiên, sinh năm 1968 tại Paris (Pháp).
- Nguyễn Kiều Diễm, sinh năm 1978 tại Đà Lạt.
- Nguyễn Kiều Hạnh, sinh năm 1981 tại Đà Lạt.
- Nguyễn Kiều Nhi, sinh năm 1983 tại Đà Lạt.